# Nosy Varika
Nosy Varika – miasto we wschodnim Madagaskarze, w prowincji Fianarantsoa. Według szacunków na 2008 rok liczy 38 109 mieszkańców.